# Dzibilnocac
Dzibilnocac  è un sito archeologico messicano di epoca Maya.
John Lloyd Stephens e Frederick Catherwood scoprirono i resti della città di Dzibilnocac sotto la città di Iturbide nel 1842. Nonostante il sito si trovi nella regione di Chenes, sono presenti anche taluni edifici che rispecchiano lo stile di Río Bec. Questa località venne abitata fin dal Preclassico medio, ma i monumenti storici rimasti risalgono al tardo  Classico. Dzibilnocac venne abbandonata verso il  950 d.C.

## Struttura A1
Il complesso architettonico principale è la Struttura A1, noto anche come Palazzo del Tempio, che unisce un tempio ed un palazzo in un'unica costruzione. Gli ingressi della struttura sono quelli tipici dello stile Chenes, anche se particolarmente sontuosi: fauci di maschere rappresentanti montagne e serpenti, con dettagli molto accurati, ricoprono tutta la facciata della struttura, la quale poggia su una piattaforma.

## Galleria d'immagini

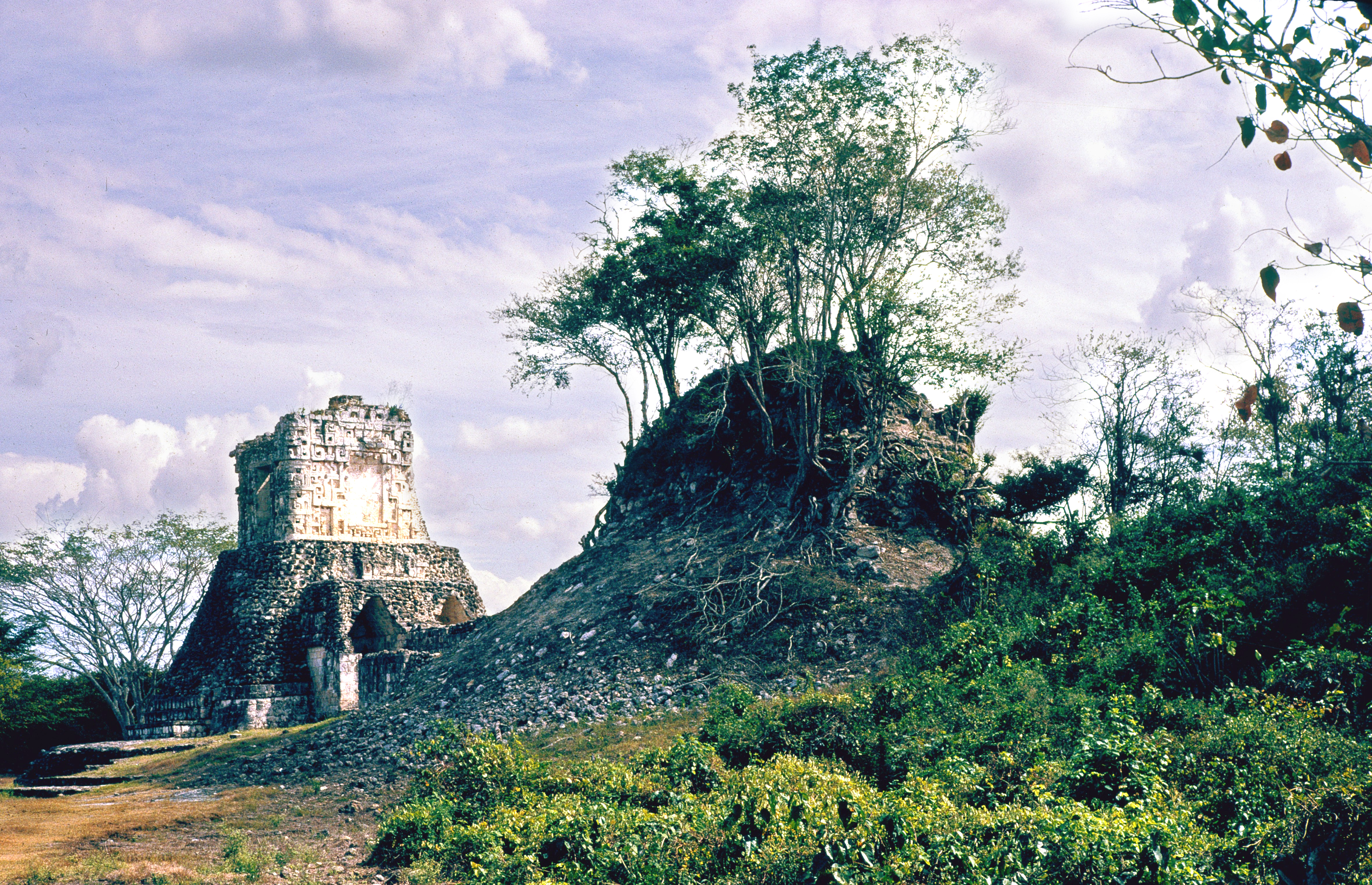
Edificio 1.
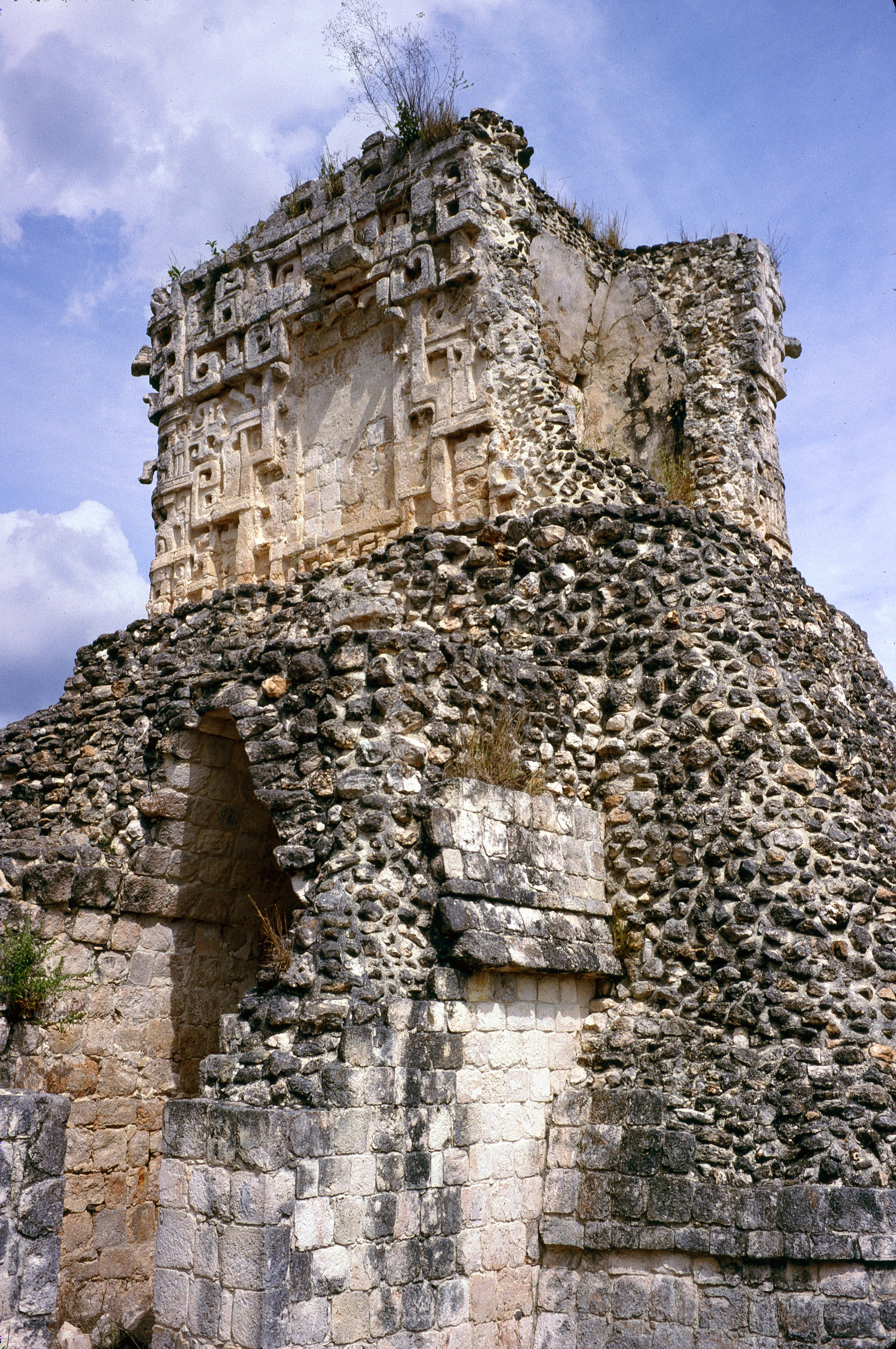
Il tempio orientale.
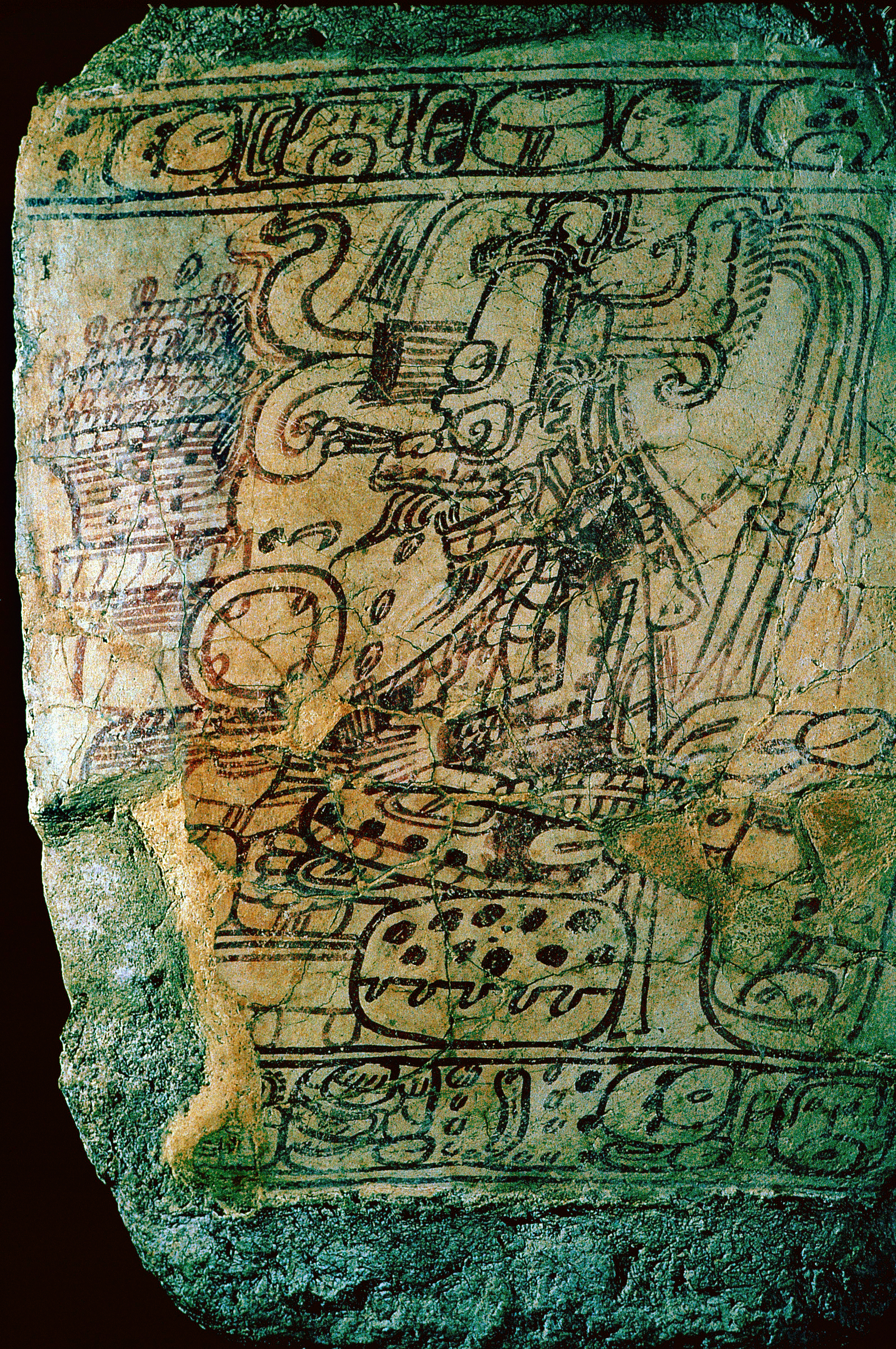
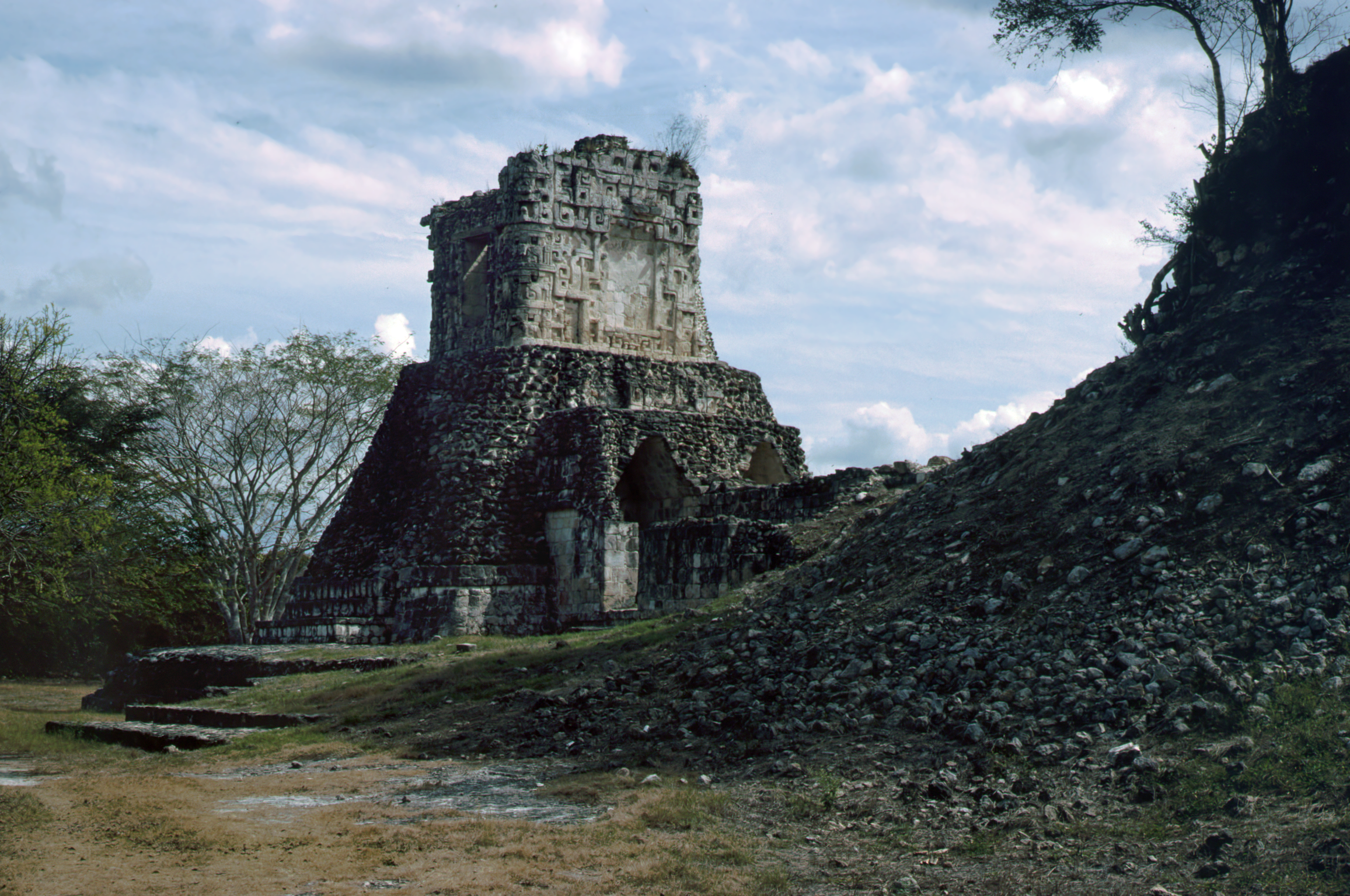
Struttura A1.